# Gran Ducado de Varsovia
El Ducado de Varsovia (en polaco: Księstwo Warszawskie; en ruso: Варшавское герцогство; en francés: Duché de Varsovie; en alemán: Herzogtum Warschau) fue una unidad política creada por Napoleón I en 1807 para restablecer el Estado polaco. El Ducado surgió tras el Tratado de Tilsit, firmado por Francia y Rusia para poner fin a la guerra de la Cuarta Coalición.
El Ducado contaba con una población de cuatro millones y medio de habitantes y una extensión de 155 000 km², y fue gobernado por Federico Augusto I (rey de Sajonia).
En 1812, Napoleón fue derrotado por Rusia, que intentó apoderarse del ducado en 1813, pero el Congreso de Viena repartió el territorio entre las potencias vencedoras - Imperio austríaco, Imperio ruso y Reino de Prusia - en lo que suele denominarse como la Cuarta Partición de Polonia.

## Formación del Ducado
El territorio del Ducado había sido liberado por una sublevación popular que se había extendido en contra del reclutamiento indiscriminado de 1806. Una de las primeras tareas para el nuevo gobierno era abastecer de alimentos al ejército francés que luchaba contra los rusos en Prusia Oriental.

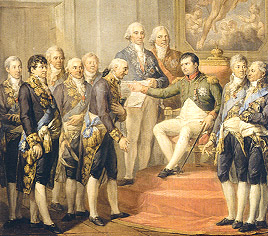
Napoleón conferencia sobre la Constitución del Ducado, 1807.

El Ducado de Varsovia fue creado oficialmente por Napoleón Bonaparte, como parte del Tratado de Tilsit con Prusia. Su fundación recibió el apoyo de fuerzas republicanas en ambas partes de la dividida Polonia y de la gran diáspora polaca en Francia, que apoyó abiertamente a Napoleón como el único hombre capaz de restaurar la soberanía polaca tras la II Partición de Polonia en 1793. Aunque fue creado como un Estado satélite (y era solamente un ducado, en lugar de un reino), era creencia común que con el tiempo la nación recuperaría su estado y fronteras anteriores[cita requerida].
El nuevo Estado (re)creado era formalmente un ducado independiente, aliado de Francia, en unión personal con el Reino de Sajonia. El Rey Federico Augusto I de Sajonia fue obligado por Napoleón a hacer de su nuevo ducado una monarquía constitucional, con un parlamento (el Sejm). Sin embargo, el Ducado nunca llegó a desarrollarse como un verdadero Estado independiente; Federico Augusto siempre se subordinó a la raison d'état de Francia, que lo trató mayoritariamente como fuente de recursos. La persona más importante del Ducado era de hecho el embajador de Francia, instalado en la capital, Varsovia. Es notorio que el Ducado careciera de su propia representación diplomática en el exterior.
En 1809, comenzó una corta guerra con Austria. Aunque la batalla de Raszyn terminó en derrota y las tropas de Austria entraron en Varsovia, las fuerzas polacas desbordaron después al enemigo y conquistaron Cracovia, Leópolis y muchas de las áreas anexionadas por Austria en la II Partición de Polonia. El siguiente Tratado de Schönbrunn permitió una extensión significativa de su territorio por el sur con la recuperación de territorios anteriormente polacos.

## Geografía y demografía
Según el Tratado de Tilsit, el territorio del Ducado cubría las zonas anexionadas por Prusia durante la II y III Particiones de Polonia, con la excepción de Danzig (Gdansk), que fue nombrada Ciudad Libre de Danzig bajo protección conjunta de Francia y Sajonia, y el distrito alrededor de Białystok, que fue entregado a Rusia. El territorio prusiano se componía de las provincias prusianas anteriores de Nueva Prusia Oriental, Prusia del Sur, Nueva Silesia y Prusia Occidental. Adicionalmente, el nuevo Estado recibió el área a lo largo del río Notec y la Kulmerland. Concretamente el Ducado de Varsovia incluía territorios casi en su totalidad étnicamente polacos: Mazovia, Posen-Gran Polonia, Cuyavia, Podlasia, la Galitzia Occidental y el gobierno (en parte lituano) de Marijampolė (Mariampol). En conjunto, el Ducado tenía un área inicial de alrededor de 104.000 km², con una población de aproximadamente 2.600.000. El grueso de sus habitantes eran polacos.
Tras de la anexión en 1809 de la Galitzia austríaca y las áreas de Zamość y Kraków (Cracovia), regiones anexionadas por Austria en la III Partición de Polonia, la superficie del Ducado se incrementó significativamente, a cerca de 155 000 km², y la población aumentó a unos 4 300 000.

### Los Departamentos

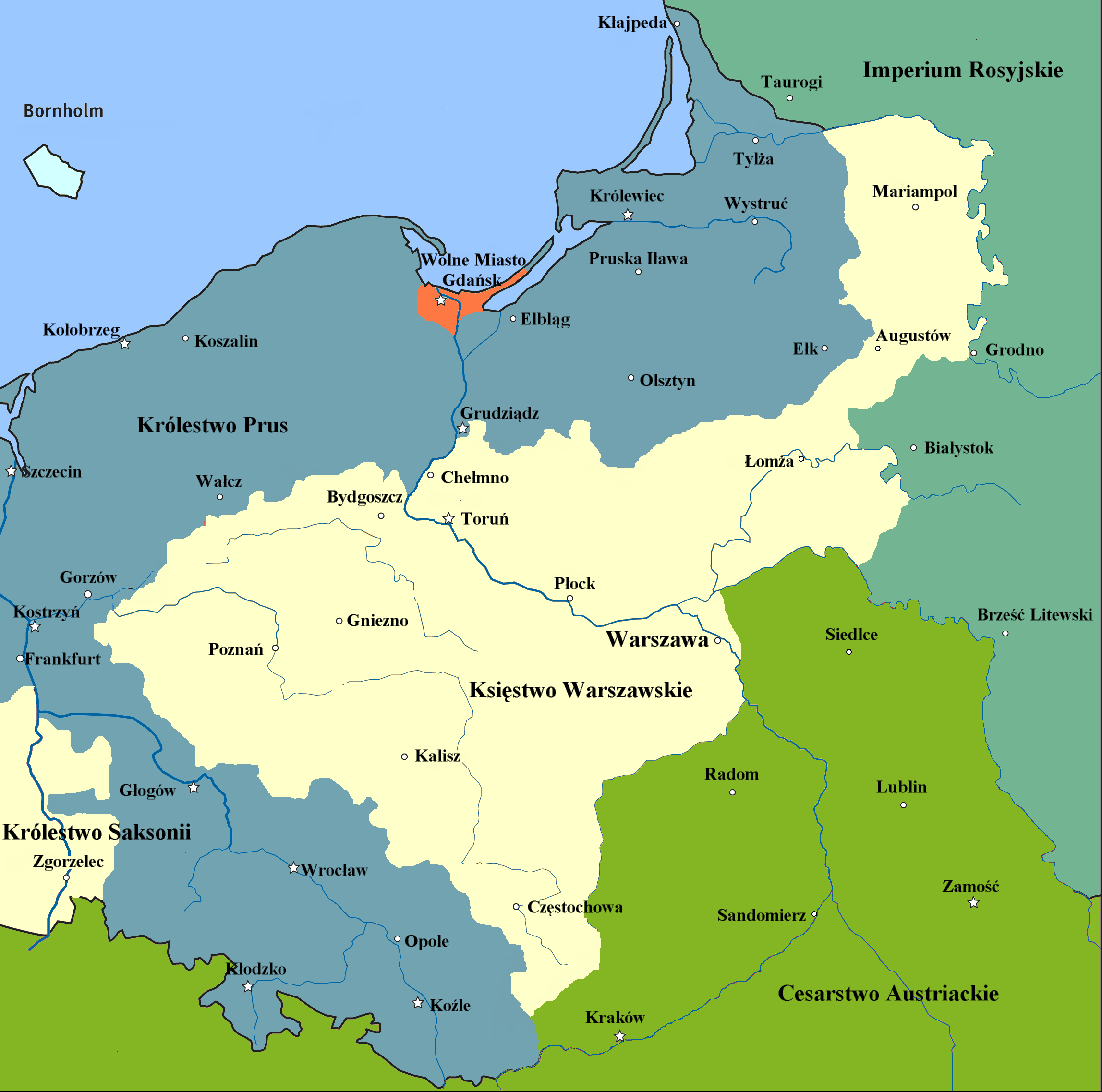
Mapa del Ducado de Varsovia de 1807 a 1809

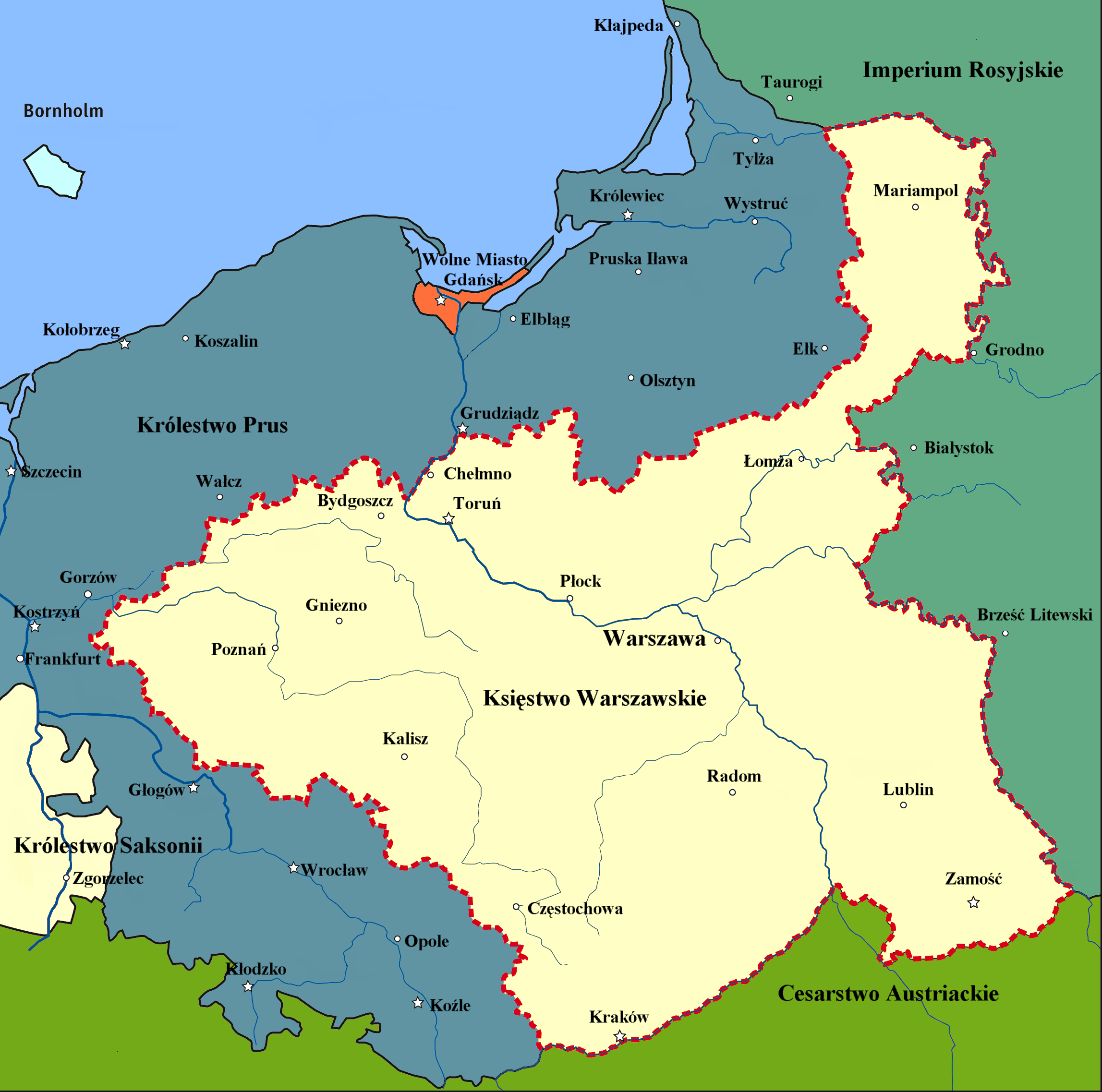
Ducado de Varsovia de 1809 a 1814.

El Ducado estaba dividido en varios Departamentos, cada uno con el nombre de su capital. Inicialmente eran seis:
- Departamento de Varsovia (Departament warszawski)
- Departamento de Poznań (Departament poznański)
- Departamento de Kalisz (Departament kaliski)
- Departamento de Bydgoszcz (Departament bydgoski)
- Departamento de Płock (Departament płocki)
- Departamento de Łomża (Departament łomżyński)

Los territorios adicionales adquiridos en 1809 se organizaron en otros cuatro departamentos:
- Departamento de Cracovia (Departament krakowski)
- Departamento de Lublin (Departament lubelski)
- Departamento de Radom (Departament radomski)
- Departamento de Siedlce (Departament siedlecki)

## Gobierno
Napoleón puso en marcha un gobierno compuesto de aristócratas polacos y supervisado por un residente francés. En 1807, una fuerza de 39 000 hombres es puesta en pie, dividida en tres ejércitos de 13 000 hombres cada uno al mando de Józef Poniatowski, Józef Zajączek y Jan Henryk Dąbrowski. 
En marzo de 1809, el Sejm (parlamento) comienza su trabajo.
Desde marzo de 1813, el Ducado estuvo ocupado por los rusos. El 14 de marzo de 1813, Varsovia se convierte en sede de un Consejo supremo provisional del zar para el Ducado de Varsovia, en el cual sólo participan dos polacos. El Consejo está presidido por el general ruso Vasili Lanskói, que es también gobernador general del Ducado de Varsovia (hasta el 9 de junio de 1815).
- Presidentes del Consejo de ministros: 
  - Stanisław Małachowski (hasta el 16 de diciembre de 1807)
  - Ludwik Szymon Gutakowski (del 16 de diciembre de 1807 al 25 de marzo de 1809)
  - Stanisław Kostka Potocki (del 25 de marzo de 1809 hasta marzo de 1813)

- Jefes de las fuerzas armadas del Ducado: 
  - Príncipe Józef Poniatowski (hasta el 19 de octubre de 1813)
  - General Antoni Paweł Sułkowski
  - General Jan Henryk Dąbrowski

## Constitución y código civil
Napoleón dotó de una constitución y un Código Civil (el Código Napoleónico) al Ducado de Varsovia. La constitución crea un sistema bicameral encabezado por un duque sin poder. El sistema estaba controlado por los Residentes franceses, el mariscal Louis Nicolas Davout asistido por Étienne Vincent, Jean-Charles Serra y Louis Édouard Bignon.
La Constitución era más liberal que la Constitución del 3 de mayo de 1791. Comprendía:
- Igualdad de todos los ciudadanos ante la ley.
- Abolición de los privilegios de la nobleza (szlachta).
- Abolición de la servidumbre.
- Los derechos políticos se atribuyen a los nobles y a los burgueses.

Podría decirse que aporta una de cal y otra de arena. Un artículo estipulaba que la religión oficial era la católica, el otro autorizaba todos los cultos, y el Código Napoleónico permitía el divorcio y creaba el matrimonio civil, lo que fue muy duramente criticado por la Iglesia. Un artículo abolía la servidumbre y reconocía la calidad de ciudadano a un paisano, pero la tierra solo podía pertenecer a los nobles, negando al paisano su total independencia.
Sin embargo, la nueva Constitución y el nuevo código civil pusieron las condiciones para el desarrollo de la burguesía, permitiéndole acceder a las funciones más altas. Las reformas se introdujeron además en la cultura y la educación.

## Demandas militares y económicas
Las fuerzas armadas del Ducado estaban totalmente bajo control francés vía su ministro de la guerra, Príncipe Józef Poniatowski, que era también Mariscal de Francia. De hecho, el Ducado fue severamente militarizado, rodeado como estaba por Prusia, el Imperio austríaco y la Rusia Imperial, y fue una fuente importante de tropas en varias de las campañas de Napoleón.
El ejército regular tenía un tamaño considerable comparado con el número de habitantes del ducado. Consistía inicialmente en 45.000 soldados regulares (entre caballería e infantería), y su número se incrementó a más de 100.000 en 1810. En el momento de la Invasión napoleónica de Rusia en 1812, su ejército contaba con 200.000 efectivos (sobre una población total de unos 3 millones de habitantes).
El duro drenaje de recursos por el reclutamiento militar forzado, combinado con una caída de las exportaciones de grano, causaron significativos problemas a la economía del Ducado. Para empeorar las cosas, en 1808 el Primer Imperio francés impuso al Ducado un acuerdo en Bayona para comprar a Francia las deudas contraídas por Prusia. La deuda, que ascendía a más de 43 millones de francos en oro, fue comprada con un precio de descuento de 21 millones de francos. Sin embargo, aunque el Ducado hizo sus pagos a Francia en instalaciones, en un período de 4 años, Prusia no pudo efectuar los pagos, por lo que la economía polaca sufrió duramente. De hecho desde ese día la frase "suma de Bayona" es un sinónimo en polaco de una cantidad enorme de dinero. Todos estos problemas dieron lugar a la inflación y el sobreprecio.
Para contener la bancarrota, las autoridades intensificaron el desarrollo y la modernización de la agricultura. Además se introdujo una política proteccionista para la industria.

## El fin del Ducado

### Campaña de Napoleón contra Rusia

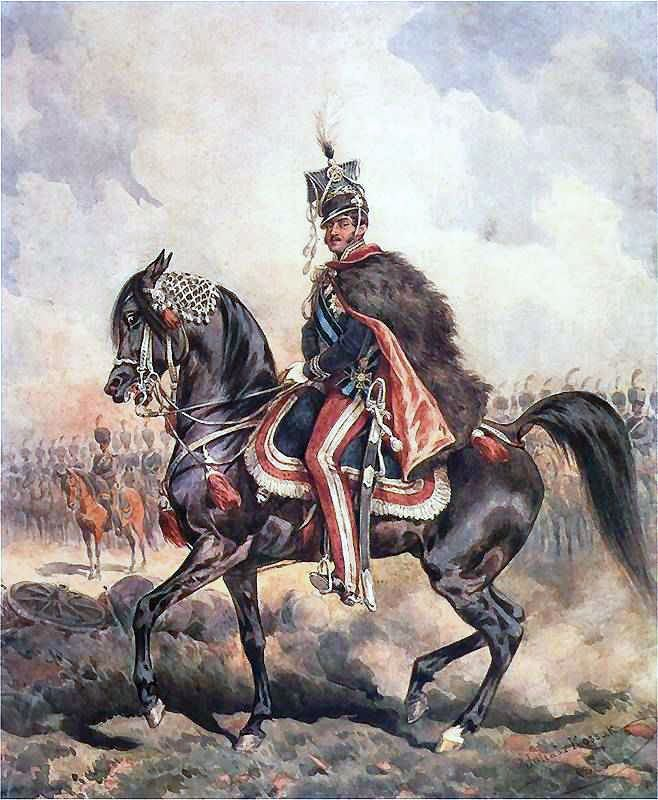
El príncipe Józef Poniatowski, comandante en jefe de las fuerzas del Ducado de Varsovia, por Juliusz Kossak.

Los polacos esperaban en 1812 que el Ducado se convirtiera en reino durante la campaña de Napoleón contra Rusia, uniéndose a los territorios liberados del Gran Ducado de Lituania, socio histórico de Polonia en la Mancomunidad de Polonia-Lituania. Sin embargo, Napoleón no tomó una decisión permanente al respecto, pues hubiera acabado con las posibilidades de una paz anticipada con el Imperio ruso. No obstante, proclamó el ataque a Rusia como la Segunda Guerra Polaca.
La paz no llegó, sin embargo. La Grande Armée de Napoleón, incluyendo un sustancial contingente de tropas polacas, se puso en marcha con la ambición de poner al Imperio ruso de rodillas, pero sus ambiciones militares fueron frustradas; pocos volvieron de las marchas hacia Moscú. La fallida campaña rusa resultó transcendental para la fortuna de Napoleón.
Tras la derrota de Napoleón en el este, la mayor parte del territorio del Ducado de Varsovia fue conquistado por Rusia en enero y febrero de 1813, cayendo Varsovia el 6 de febrero, Kalisz una semana después y Toruń el 16 de abril. El resto del Ducado pasó a Prusia. Aunque varias fortalezas aisladas (Zamość y Modlin) resistieron hasta el 19 de noviembre y el 1 de diciembre. Cracovia sería ocupada el 7 de mayo de 1813 previa retirada hacia Sajonia de Józef Antoni Poniatowski. La existencia del Estado acabó en todo menos en el nombre. Alejandro I de Rusia creó un Consejo Supremo Provisional del Ducado de Varsovia para gobernar el área a través de sus generales.

### El Congreso de Viena y la Cuarta Partición
Aunque muchos Estados europeos y ex-soberanos estuvieron representados en el autodenominado Congreso de Viena en 1815, el poder de decisión se encontraba en manos de las mayores potencias. Era quizás inevitable que Prusia y Rusia se repartirían con eficacia Polonia entre ellas; Austria mantuvo más o menos sus territorios tras la Primera Partición de 1772.
Rusia conservó todos los territorios obtenidos en las tres particiones anteriores, junto con Białystok y la región circundante que había obtenido en 1807.
Prusia recuperó el territorio obtenido en la Primera Partición, que tuvo que ceder al Ducado de Varsovia en 1807. También recuperó el "Gran Ducado de Poznań", parte del territorio obtenido en la Segunda Partición, que perdió también en 1807. Estos territorios sumaban un área de aproximadamente 29,000 km².
La ciudad de Kraków (Cracovia) y parte del territorio circundante, anteriormente parte del Ducado de Varsovia, se constituyó en una semiindependiente Ciudad Libre de Kraków, bajo la protección de sus tres poderosos vecinos. Los territorios de la ciudad alcanzaban unos 1.164 km², con una población de cerca de 88,000 habitantes. La ciudad fue anexionada por Austria en 1846.
Por último, el grueso del Ducado de Varsovia, con unos 128.000 km² de área, se estableció como el Zarato de Polonia (o Polonia del Congreso), en unión personal con el Imperio ruso. Su autonomía perduró hasta 1831, en que fue anexionado por Rusia.

### El legado del Ducado
Superficialmente, el Ducado de Varsovia fue sólo uno de los varios Estados creados durante la dominación de Napoleón sobre Europa, durando solo unos años y desapareciendo con su caída. Sin embargo, su establecimiento a poco más de una década de la Segunda y Tercera Particiones y el intento de borrar a Polonia del mapa, hizo reavivar las esperanzas de los nacionalistas polacos en un renacer del Estado polaco. Incluso con la derrota de Napoleón, un estado polaco continuó en cierto modo hasta que Rusia, eliminó a Polonia de nuevo como entidad separada. En conjunto, esto significó que un Estado polaco identificable existió por un cuarto de siglo.
Cuando la Segunda República Polaca se estableció tras la Primera Guerra Mundial, sus fronteras iniciales eran similares a las del Ducado que la precedió un siglo antes.
Con ocasión del 200.º aniversario de la creación del Gran Ducado, se han llevado a cabo múltiples celebraciones conmemorativas en Varsovia, entre ellas una parada militar franco-polaca respaldada por el presidente Sarkozy.

## ¿Ducado de Varsovia o Gran Ducado de Varsovia?
Al Ducado de Varsovia se lo llama comúnmente como el "Gran Ducado de Varsovia". Sin embargo, el Ducado nunca fue nombrado así en francés, que era la lengua diplomática de entonces, y por supuesto el idioma del Primer Imperio francés, que fue quien creó dicho Estado.
El artículo 5 del Tratado de Tilsit, que creó el ducado, la Convención que lo transfirió al Reino de Sajonia, y el artículo 1 del acta del Congreso de Viena, que lo abolieron, se refieren siempre a él en francés como el Duché de Varsovie.
De modo similar, la Constitución se refiere a él en alemán como Herzogtum Warschau, y en sus monedas se lee la inscripción en latín FRID·AVG·REX SAX·DVX VARSOV· (Fridericus Augustus, Rex Saxoniæ, Dux Varsoviæ: Federico Augusto, rey de Sajonia, duque de Varsovia).